# Jan Andersson (General)
Jan Andersson (* 22. Juli 1955 in Västervik) ist ein ehemaliger schwedischer Generalmajor.

## Leben
Jan Andersson absolvierte seinen Wehrdienst und studierte danach zunächst für ein Jahr Ingenieurwissenschaften, bevor er sich entschloss, wieder in die Luftstreitkräfte einzutreten. Im Verband F5 in Ljungbyhed wurde er zum Piloten ausgebildet. Während seiner militärischen Karriere war er unter anderem Staffelkapitän beim Geschwader F21 in Luleå in Norrbotten, Leiter der Erprobungseinheit für die Einführung der Saab JAS 39 Gripen, als Vorgänger von Anders Silwer, der ihm später auch als Inspekteur der Luftstreitkräfte nachfolgen sollte.
Von 2001 bis 2002 war er Leiter des für taktische Flugeinsätze verantwortlichen Flygtaktiska Kommandot in Uppsala, bevor er zum Befehlshaber der Luftstreitkräfte ernannt wurde. 2008 ging er als Militärattaché an die schwedische Botschaft in Washington, D.C.